# Elektronický občanský průkaz
Elektronický občanský průkaz (také „e-OP” či „eOP”) je v České republice vydávaný od roku 2012. Legislativní rámec tvoří novela zákona č. 328/1999 Sb., o občanských průkazech, podrobnosti (požadavky na technické provedení fotografie, vzory OP, tiskopisů a žádostí) stanoví vyhláška č. 400/2011 Sb., kterou se provádí zákon o občanských průkazech a zákon o cestovních dokladech. V roce 2018 začal být vydáván e-OP splňující podmínky nařízení eIDAS s novým typem čipu.
eOP umožňuje uložení nebo užití dat potřebných pro elektronickou identifikaci a autentizaci jeho držitele nebo pro jiné elektronické úkony.
Prokázání totožnosti s využitím elektronické identifikace lze umožnit pouze prostřednictvím kvalifikovaného systému elektronické identifikace. Kvalifikovaný systém elektronické identifikace je definován zákonem o elektronické identifikaci.

## Varianty a vzhled
Elektronický občanský průkaz v ČR od roku 2012 existuje ve dvou variantách:
1. se strojově čitelnými údaji bez kontaktního elektronického čipu (v ČR do 1.7.2018),
2. se strojově čitelnými údaji s kontaktním elektronickým čipem (který se ale nemusí aktivovat).

Bezkontaktní čip není použit z důvodu bezpečnosti. Čip nese informaci o čísle občanského průkazu a o dalších údajích - například elektronický podpis. Do budoucna se uvažuje o možnosti zápisu dat (informací) o řidičském průkazu (jeho skupinách, omezení, platnosti aj.), zbrojním průkazu apod. Správní poplatek v případě nového vydání průkazu činí 500 Kč.
Varianta bez čipu je běžnou formou OP. Vydání nového průkazu je bezplatné. Správní poplatek v případě poškození, zničení, ztráty a odcizení e-OP činí 100 Kč.
Grafické vyobrazení vzorů se nachází ve vyhlášce 400/2011 Sb.
Od července roku 2018 jsou elektronické občanské průkazy kromě aplikace elektronického podepisování vybaveny (volitelnou) identifikační aplikací (IAS Classic V4.4). Oba tyto druhy (podepisování a identifikace) lze v e-OP aktivovat dodatečně. Nový kontaktní čip M7892 G12 je od německé firmy Infineon Technologies.
Ke většině služeb je však k elektronickému občanskému průkazu potřeba i datová schránka.

## Údaje
Zákon stanoví údaje zapisované do e-OP:
1. jméno (popřípadě jména), příjmení, pohlaví, rodné číslo, státní občanství, datum, místo a okres narození, adresa trvalého pobytu (v případě občanů bez trvalého pobytu na území ČR nebude údaj zapisován),
2. číslo e-OP, datum vydání a skončení platnosti a označení úřadu, který jej vydal,
3. digitální zpracování podoby občana a jeho zdigitalizovaný vlastnoruční podpis,
4. strojově čitelná zóna (obsahuje jméno, příjmení, pohlaví, státní občanství, datum narození, datum platnosti, číslo a kód dokladu),
5. 2D kód (obsahuje číslo OP).

Rodinný stav a titul již nejsou povinným údajem a zapisují se na žádost občana. Do e-OP již nelze zapsat děti do 18 let, manžela, manželku (popřípadě partnera, partnerku).
Na čipu občanských průkazů vydávaných od roku 2018 je z výroby kromě informací vytištěných textově na občanském průkazu ještě identifikační certifikát. Veřejné klíče nejsou zveřejněny.

## Vydání a doplňky průkazu
E-OP je vydáván ve velikosti ID karty, neliší se tedy velikostně od běžné platební karty. Elektronický občanský průkaz vydávají úřady obcí s rozšířenou působností (seznam viz zákon č. 314/2002 Sb., o stanovení obcí s pověřeným obecním úřadem a stanovení obcí s rozšířenou působností) dle místa trvalého pobytu žadatele o průkaz. O průkaz již nelze žádat na matričních úřadech. Žádost o e-OP bude pořizována na místě elektronicky, odpadá tedy ruční vypisování tiskopisů. Stále je však vyžadován vlastnoruční podpis k jeho dalšímu digitalizovanému zpracování. Při podání žádosti o e-OP bude pořízena digitální fotografie; je také možné zaslat vlastní digitálně pořízenou fotografii, splňující předepsané parametry, do zvláštní zřízené datové schránky MVČR.
Úřady měsíčně vydají na 100 tisíc nových občanských průkazů. Pokud si ho bude chtít majitel aktivovat pro elektronickou komunikaci, musí si zakoupit čtečku čipových karet. Čtečka by měla splňovat ISO/IEC 7816, CCID (Chip Card Interface Device) a standard PC/SC (Personal Computer/Smart Card). Uživatel si také musí stáhnout aplikaci eObčanka. Používat elektronické funkce s pomocí jiného než originálního softwaru eObčanka není dovoleno.

## Platnosti
E-OP je nově možné pořídit pro osoby mladší 15 let (například jako cestovní doklad po EU) - prostřednictvím zákonného zástupce. Takový doklad bude mít platnost 5 let a podléhá správnímu poplatku 50 Kč. Nově je také e-OP k dispozici pro občany, kteří nemají trvalý pobyt na území České republiky. Správní poplatek činí 100 Kč. V případě, že občan nemá trvalý pobyt v ČR nebo jej nelze zjistit, vydává e-OP Magistrát města Brna.
Stávající občanské průkazy zůstávají nadále v platnosti do doby v nich uvedené, pokud nenastane změna jakéhokoliv údaje v OP. Občan je povinen požádat o nový OP - například z důvodu změny stavu, pobytu, skončení platnosti apod., do 15 pracovních dnů od data změny.

## Autentizační kódy
Autentizační kódy spjaté s e-OP:
Povinné
- BOK (bezpečnostní osobní kód, 4 až 10 číslic) – k autentizaci uživatele (žádá se od občana např. při pochybnostech, zda je majitelem předkládaného e-OP)

Podepisovací aplikace
- PIN (5 až 15 číslic) – k autentizaci operací s certifikáty
- QPIN (5 až 15 číslic) – k autentizaci podepisování kvalifikovaným certifikátem
- PUK (8 až 15 číslic) – k oblokování PINu nebo QPINu

Identitní aplikace
- IOK (identifikační osobní kód, 4 až 10 číslic) – k ověřování identity
- DOK (deblokační osobní kód, 4 až 10 číslic) – k odbokování IOKu

## Zablokování čipu
Čip elektronického občanského průkazu je možné zablokovat na telefonní lince 225 514 777, zablokovaný čip není možné znovu aktivovat. Po zablokování je tak nutné požádat o vydání nového občanského průkazu za poplatek.

## Aplikace eDoklady
Mobilní aplikace, která umožňuje prokazovat identitu občana jako občanský průkaz, se v ČR nazývá eDoklady.

## Historie
1/2012V ČR začaly být vydávány první elektronické občanské průkazy.
10/2017Slovensko pozastavilo vydávání občanských průkazů se zaručeným elektronickým podpisem (eID).
7/2018začal být vydáván e-OP splňující podmínky nařízení eIDAS s novým typem kontaktního čipu. Současně byl spuštěn takzvaný Portál občana..